# شوری خاک

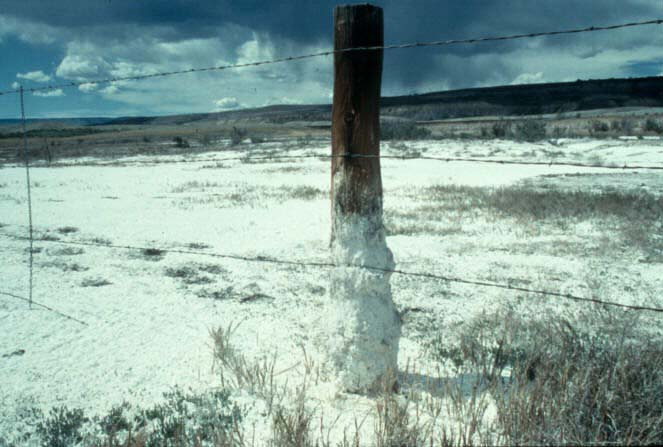
یک فرایندِ شور شدن خاک در مرتعی در کلرادو. نمک‌های محلول در خاک در سطح خاک تجمع می‌یابد و بر روی زمین و در روی پایهٔ حصار رسوب می‌کند.

شوری خاک (انگلیسی: Soil salinity) وجودِ مقدار مشخصی نمک در خاک است. به روندِ افزایشِ مقدار نمک، شور شدن یا شوری گفته می‌شود. نمک یکی از عناصرِ طبیعیِ موجود در خاک و آب است.